# Timasiteo di Crotone
Timasiteo di Crotone (in greco antico: Τιμασίϑεος?, Timasítheos; Crotone, ... – Crotone, dopo il 512 a.C.) è stato un atleta greco antico del VI secolo a.C.

## Biografia
Ottenne due vittorie ai LXVII Giochi olimpici del 512 a.C. nel pancrazio e nella lotta, ed è l'unico atleta greco antico ad aver vinto in entrambe le discipline. Nella finale del trofeo di lotta si scontrò e vinse contro il concittadino e pluricampione Milone, anche se i dettagli sul corso della lotta non sono univoci.
Nella settima olimpiade a cui prese parte Milone, nella finale si scontrarono il giovane allora diciottenne Timasiteo e il pluricampioneː Timasiteo, che lo ammirava sin da piccolo e dal quale apprese molte tecniche per quanto riguarda la lotta, dall'emozione e dal rispetto che provava verso lo sfidante si chinò senza cominciare a combattere. Questo è l'unico caso nella storia della Grecia in cui si ricorda il nome dell'atleta che arrivò secondo a un'olimpiade.